# کوه قلات
کوه قلات بوانات نام یکی از کوه‌های استان فارس می‌باشد.

## جغرافیا
این کوه در در ۱۵ کیلومتری شمال غربی سوریان قرار دارد و ارتفاع آن ۲۵۵۰ متر می‌باشد. این کوه به صورت رشته باریک و طویلی از شمال باختری به جنوب خاوری کشیده شده و دره بوانات را از حوضه آبریز کویر ابرکوه جدا می‌سازد.